# Rubber Soul
Rubber Soul (angleško dobesedno gumijasta duša) je šesti studijski album skupine The Beatles. Izšel je 3. decembra 1965. Rubber Soul je njihov drug album, ki vsebuje samo njihovo avtorsko glasbo – od vseh 14 skladb, sta jih 11 skupaj napisala John Lennon in Paul McCartney, dve je napisal George Harrison, eno pa so skupaj napisali John Lennon, Paul McCartney in Richard Starkey. Leta 2012 je bil album Rubber Soul uvrščen kot 5. na seznam 500. najboljših albumov vseh časov. 

## Seznam skladb
Vse pesmi je napisal in uglasbil dvojec Lennon–McCartney, razen kjer ni posebej napisano.
| Stran 1 | Stran 1                                | Stran 1 |
| Št.     | Naslov                                 | Dolžina |
| ------- | -------------------------------------- | ------- |
| 1.      | „Drive My Car‟                         | 2:25    |
| 2.      | „Norwegian Wood (This Bird Has Flown)‟ | 2:01    |
| 3.      | „You Won't See Me‟                     | 3:18    |
| 4.      | „Nowhere Man‟                          | 2:40    |
| 5.      | „Think for Yourself‟ (George Harrison) | 2:16    |
| 6.      | „The Word‟                             | 2:41    |
| 7.      | „Michelle‟                             | 2:33    |

| Stran 2 | Stran 2                                                     | Stran 2 |
| Št.     | Naslov                                                      | Dolžina |
| ------- | ----------------------------------------------------------- | ------- |
| 1.      | „What Goes On‟ (John Lennon–Paul McCartney–Richard Starkey) | 2:47    |
| 2.      | „Girl‟                                                      | 2:30    |
| 3.      | „I'm Looking Through You‟                                   | 2:23    |
| 4.      | „In My Life‟                                                | 2:24    |
| 5.      | „Wait‟                                                      | 2:12    |
| 6.      | „If I Needed Someone‟ (George Harrison)                     | 2:20    |
| 7.      | „Run for Your Life‟                                         | 2:18    |

## Zasedba

### The Beatles
- John Lennon – vokal, kitara, električni klavir
- Paul McCartney – vokal, bas kitara, kitara, klavir
- George Harrison – vokal, kitara, bas kitara, sitar
- Ringo Starr – bobni, tolkala, vokal, Hammond orgle

### Dodatni glasbeniki
- George Martin – klavir, harmonij
- Mal Evans – Hammond orgle na »You Won't See Me«